# Semnosoma areatum
Semnosoma areatum är en mångfotingart som först beskrevs av Carl Graf Attems 1899.  Semnosoma areatum ingår i släktet Semnosoma och familjen Dalodesmidae. Inga underarter finns listade i Catalogue of Life.